# Lutz Partenheimer
Lutz Partenheimer (* 9. März 1957 in Berlin) ist ein deutscher Historiker.

## Leben
Nach dem Abitur 1975 in Königs Wusterhausen diente er von 1975 bis 1978 in der NVA und studierte dann von 1978 bis 1982 Geschichte und Germanistik an der Pädagogischen Hochschule Potsdam.
Von 1982 bis 1985 absolvierte Partenheimer ein Forschungsstudium bei Helmut Assing am Bereich Mittelalterliche Geschichte der Sektion Geschichte/Germanistik der Pädagogischen Hochschule Potsdam; von 1986 bis 1989 war er dort als Wissenschaftlicher Assistent tätig. 1988 promovierte Partenheimer über die Anfänge deutscher Herrschaft im Fläming. Von 1989 bis 1991 war er Lehrer im Hochschuldienst am Bereich Mittelalterliche Geschichte der Sektion Geschichte/Germanistik der Pädagogischen Hochschule Potsdam bzw. Brandenburgischen Landeshochschule. Ab 1991 war Partenheimer Wissenschaftlicher Mitarbeiter am Historischen Institut der aus der Pädagogischen Hochschule hervorgegangenen Universität Potsdam, Professur für Geschichte des Mittelalters. 
Seit dem 1. März 2023 befindet er sich im Ruhestand.

## Forschungsschwerpunkte
Partenheimer ist vor allem durch seine Biographie über Albrecht den Bären sowie durch sein Buch zur Entstehung der Mark Brandenburg bekannt. Am 23. April 2016 wurde er für seine Forschungen von Eduard Prinz von Anhalt auf Schloss Ballenstedt als Ritter in seinen Askanischen Hausorden „Albrecht der Bär“ aufgenommen. Er gehört der Brandenburgischen Historischen Kommission an und war der einzige an einer Universität des Landes Brandenburg tätige Fachmann für die brandenburgische Geschichte des Mittelalters.

## Schriften (Auswahl)
- Deutsche Herrschaftsbildung im Fläming während des 12. und 13. Jahrhunderts. 1988 (Dissertation A, Pädagogische Hochschule Potsdam 1988; Volltext).
- mit Helmut Assing: Alte Kulturen in Mitteleuropa. Begleitmaterial zur Sendereihe im Rahmen des Schulfernsehens des Ostdeutschen Rundfunks Brandenburg (ORB). Hrsg. vom Medienpädagogischen Zentrum des Landes Brandenburg. Potsdam 1994; Volltext.
- mit Tilo Köhn: Beelitz und Belzig im Streit um eine Tausendjahrfeier. Ein Beitrag zur Ostpolitik Kaiser Ottos III. im Jahre 997. Druck- und Verlagshaus Delitzsch GmbH, Potsdam/Fichtenwalde 1996.
- Albrecht der Bär. Gründer der Mark Brandenburg und des Fürstentums Anhalt. Böhlau, Köln u. a. 2001, ISBN 3-412-06301-0 (2., durchgesehene und um ein Ortsregister ergänzte Auflage. ebenda 2003, ISBN 3-412-16302-3).
- Die Johanniterkomturei Werben in der Altmark zwischen 1160 und 1542. Ein Beitrag zur 1000-Jahr-Feier Werbens 2005 und zum 850. Geburtstag der Mark Brandenburg am 11. Juni 2007. Lukas Verlag, Berlin 2005, ISBN 3-936872-57-0.
- Die Entstehung der Mark Brandenburg. Mit einem lateinisch-deutschen Quellenanhang. Böhlau, Köln u. a. 2007, ISBN 978-3-412-17106-3.
- mit André Stellmacher: Die Unterwerfung der Quitzows und der Beginn der Hohenzollernherrschaft über Brandenburg. Becker, Potsdam 2014, ISBN 978-3-88372-103-3.
- mit André Stellmacher: Das Landbuch der Mark Brandenburg von 1375/76. 1. – allgemeiner – Teil nach der Edition von Johannes Schultze (1940) lateinisch und deutsch. Becker, Potsdam 2020, ISBN 978-3-88372-203-0 (Broschur), ISBN 978-3-88372-223-8 (Festeinband).
- Albrecht der Bär und die Entstehung Brandenburgs (= Märkische Lebensläufe. Band 1). Berlin 2021, ISBN 978-3-9480-5215-7.
- mit Moritz Niens: Die Chronik der Markgrafen von Brandenburg (aus dem Hause der Askanier, 13. Jahrhundert). Nach der Edition Georg Sellos (1888) Lateinisch-Deutsch. Becker, Potsdam 2022, Broschur: ISBN 978-3-88372-391-4 (Aufnahmen der beiden erhaltenen Abschriften aus dem 14. Jh. schwarz-weiß), Festeinband: ISBN 978-3-88372-387-7 (Aufnahmen der beiden erhaltenen Abschriften aus dem 14. Jh. farbig).
- Die Entstehung Deutschlands und die Entdeckung des Mittelalters. Becker, Potsdam 2024, Broschur: ISBN 978-3-88372-421-8, Festeinband: ISBN 978-3-88372-426-3.